# Rienne
Rienne is een dorp in de Belgische provincie Namen en een deelgemeente van Gedinne. Het ligt ruim vier kilometer ten westen van Gedinne-centrum, en is met zijn ruim 700 inwoners de op een na meest bevolkte deelgemeente, na Gedinne-centrum. Het grondgebied van Rienne is zo geaccidenteerd, dat men vanaf sommige hoogten gemakkelijk een weids uitzicht heeft tot ver over de nabijgelegen grens, naar Frankrijk. Tot 1 januari 1977 was Rienne een zelfstandige gemeente.

## Demografische ontwikkeling
- Bronnen:NIS, Opm:1831 tot en met 1970=volkstellingen, 1976= inwoneraantal op 31 december

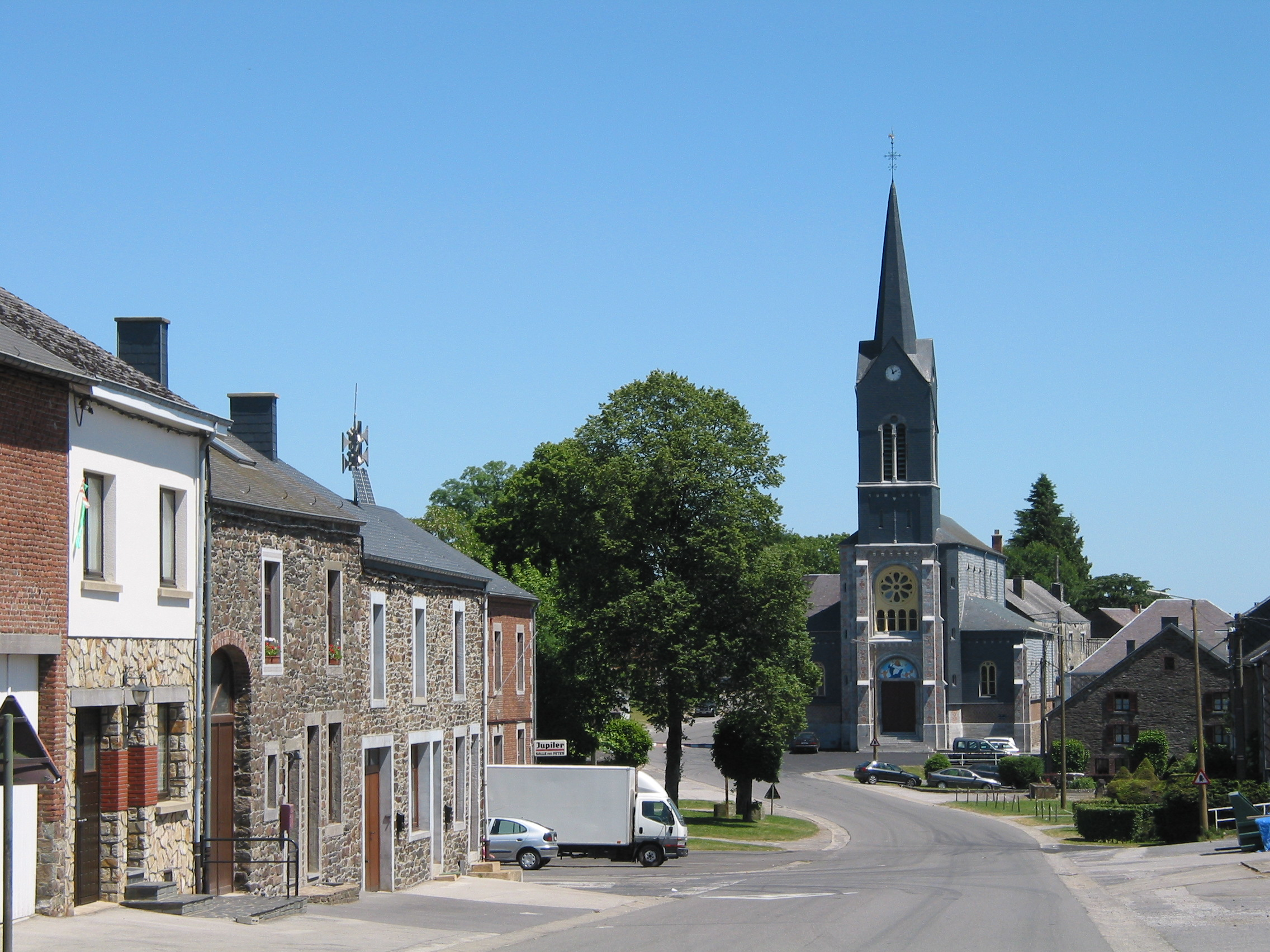
Dorpscentrum en Église Notre-Dame de l'Assomption